# 南大隅町
南大隅町（日语：／ Minamiōsumi chō */?）是位於日本鹿兒島縣大隅半島南部的一個城鎮，屬肝属郡。九州最南端的佐多岬位於轄區內，轄區的西側海岸也是霧島屋久國立公園的範圍。

## 人口
| 南大隅町人口分布圖 |                                                 |  |
| 南大隅町與日本全國年齡別人口分布比較圖 （2005年資料） | 南大隅町的年齡、男女別人口分布圖 （2005年資料） |  |
| ■紫色是南大隅町 ■綠色是全国 | ■藍色是男性 ■紅色是女性                         |  |
| 南大隅町人口變化 \| 1970年 \| 17,990人 \| \| \| 1975年 \| 16,037人 \| \| \| 1980年 \| 14,344人 \| \| \| 1985年 \| 13,469人 \| \| \| 1990年 \| 12,526人 \| \| \| 1995年 \| 11,623人 \| \| \| 2000年 \| 10,741人 \| \| \| 2005年 \| 9,897人 \| \| \| 2010年 \| 8,815人 \| \| \| 2015年 \| 7,542人 \| \| \| 2020年 \| 6,481人 \| \| |                                                 |  |
| 資料來源：日本總務省統計中心提供之人口普查數據 |                                                 |  |
| 1970年 | 17,990人                                        |  |
| 1975年 | 16,037人                                        |  |
| 1980年 | 14,344人                                        |  |
| 1985年 | 13,469人                                        |  |
| 1990年 | 12,526人                                        |  |
| 1995年 | 11,623人                                        |  |
| 2000年 | 10,741人                                        |  |
| 2005年 | 9,897人                                         |  |
| 2010年 | 8,815人                                         |  |
| 2015年 | 7,542人                                         |  |
| 2020年 | 6,481人                                         |  |

## 歷史

### 年表
- 1889年4月1日：實施町村制，現在的轄區在當時分屬南大隅郡小根占村和佐多村。
- 1897年4月1日：南大隅郡被併入肝屬郡。
- 1941年1月1日：根占村改制為根占町（日语：根占町）。
- 1947年9月1日：小佐多村改制並改名為佐多町。
- 2005年3月31日：根占町和佐多町合併為南大隅町。[2]

| 1889年4月1日      | 1889年-1910年                | 1910年-1930年                | 1930年-1950年                   | 1950年-1970年                   | 1970年-1990年                   | 1990年-現在                  | 現在                         |
| ----------------- | ---------------------------- | ---------------------------- | ------------------------------- | ------------------------------- | ------------------------------- | ---------------------------- | ---------------------------- |
| 南大隅郡 小根占村 | 1896年3月29日 肝屬郡小根占村 | 1896年3月29日 肝屬郡小根占村 | 1941年1月1日 改制並改名為根占町 | 1941年1月1日 改制並改名為根占町 | 1941年1月1日 改制並改名為根占町 | 2005年3月31日 合併為南大隅町 | 2005年3月31日 合併為南大隅町 |
| 南大隅郡 佐多村   | 1896年3月29日 肝屬郡佐多村   | 1896年3月29日 肝屬郡佐多村   | 1947年9月5日 改制為佐多町       | 1947年9月5日 改制為佐多町       | 1947年9月5日 改制為佐多町       | 2005年3月31日 合併為南大隅町 | 2005年3月31日 合併為南大隅町 |

## 觀光資源

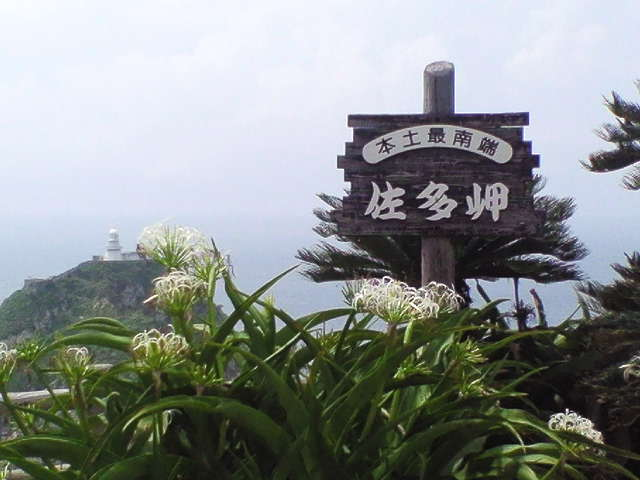
佐多岬

- 佐多岬：九州最南端
- 佐多舊藥園：國指定史跡

## 教育
高等學校
- 鹿兒島縣立南大隅高等學校（日语：鹿児島県立南大隅高等学校）

中學校
- 南大隅町立根占中學校（日语：南大隅町立根占中学校）
- 南大隅町立第一佐多中學校（日语：南大隅町立第一佐多中学校）

小學校
- 南大隅町立神山小學校（日语：南大隅町立神山小学校）
- 南大隅町立佐多小學校（日语：南大隅町立佐多小学校）

## 本地出身之名人
- 愛華みれ：女演員、前寶塚歌劇團成員
- 內薗直樹：職業棒球選手

## 外部連結
- （日語） 南大隅探訪 （页面存档备份，存于）
- （日語） 南大隅町教育委員會 （页面存档备份，存于）
- （日語） 根占町商工會 （页面存档备份，存于）